# Rhoda Griffis
Rhoda Griffis, née le 9 janvier 1965 en Caroline du Nord, est une actrice américaine.

## Filmographie

### Télévision

#### Séries télévisées
- 1991 : Dans la chaleur de la nuit (In the Heat of the Night) (saison 5, épisode 7 : The More Things Change) : la secrétaire
- 1994 : Matlock : 
  - (saison 8, épisode 17 : L'assassin est parmi nous) : Jane Kravitz
  - (saison 9, épisode 5 : La Photo) : Linda Kirsch
- 1995 : The Client (saison 1, épisode 2 : Pilote) : reporter
- 1998 : De la Terre à la Lune (From the Earth to the Moon) (mini-série) (saison 1, épisode 2 : Apollo 1) : Martha Chaffee
- 1999 : Dawson (Dawson's Creek) : Dr Marlee Sumner
  - (saison 2, épisode 16 : Le Grand blues)
  - (saison 2, épisode 20 : Fille au bord de la crise de nerfs)
- 2002 : Jo : petite-amie
- 2003 : Les Frères Scott (One Tree Hill) (saison 1, épisode 3 : Jusqu'au bout) : Rachel
- 2005 : Palmetto Pointe (saison 1, épisode 3 : Off to the Pointe) : Guidance Counselor
- 2006 : Surface (saison 1, épisode 13 : Sur la piste de la création) : Annie Boertz
- 2007 : American Wives (Army Wives) : Lenore Baker, puis Lenore Baker Ludwig (11 épisodes)
- 2007 : K-Ville (saison 1, épisode 2 : Sans foi ni loi) : Cora Dunlevy
- 2009 : Kenny Powers (Eastbound and Down) (saison 1, épisode 2 : Soirée mouvementée) : la professeur
- 2009 - 2014 : Drop Dead Diva (9 épisodes) : Paula Dewey
- 2010 : Memphis Beat (saison 1, épisode 3 : Love Her Tender) : Elizabeth Hatcher
- 2010 : Past Life (saison 1, épisode 3 : Unis à Jamais) : Barb Stafford
- 2011 : Single Ladies (saison 1, épisode 11 : Is This the End?) : Jane Sherrod
- 2012 : Becky & Barry: The Series (saison 2, épisode 1 : Becky's Big Day & saison 2, épisode 2 : The Viewing Party) : Barbara Dawson
- 2013 : Nashville (saison 1, épisode 14 : L'Anniversaire) : Jane Rawlins
- 2017 : Shots Fired (saison 1, épisode 7 : Qui ils sont vraiment) : Doreen Platt
- 2017 : Daytime Divas (saison 1, épisode 5 : Baby Daddy Drama & saison 1, épisode 8 : And the Loser Is...) : Brooke Chandler
- 2017 : Manhunt: Unabomber (saison 1, épisode 4 : Une publication controversée) : Beth Ackerman
- 2017 : Mindhunter (saison 1, épisode 10 : Les Aveux) : la procureure du comté de Floyd, Esther Mayweather
- 2018 - 2021 : Fear the Walking Dead saisons 4 et 6 (5 épisodes) : Vivian

#### Téléfilms
- 1992 : A Mother's Right: The Elizabeth Morgan Story de Lisa Otto : Sharon
- 1993 : La Condamnation de Catherine Dodds (The Conviction of Kitty Dodds) de Michael Tuchner : Dina
- 1993 : L'Ange meurtrier (A Family Torn Apart) de Craig R. Baxley : Liz Kelley
- 1993 : Coupable d'ignorance (Scattered Dreams) de Neema Barnette : Mme Virgil
- 1994 : On Promised Land de Joan Tewkesbury : Ellen Appletree
- 1994 : La Revanche d'une femme flic (One of Her Own) de Armand Mastroianni : Lynn Wickstrom
- 1995 : Big Dreams & Broken Hearts: The Dottie West Story de Bill D'Elia : Diane Marsh
- 1995 : Fausse identité (The Sister-in-Law) de Noel Nosseck : Kelly Richards
- 1996 : Au cœur du scandale (A Season in Purgatory) de David Greene : Maid (non créditée)
- 1996 : Liaisons obscures (To Love, Honor, and Deceive) de Michael W. Watkins : mère de famille
- 1997 : Close to Danger de Neema Barnette : Lucille
- 1997 : Perfect Crime de Bert Glennon : Gia
- 1998 : Flora et les siens (Mama Flora's Family) de Peter Werner : Mme Hopkins jeune
- 1998 : La Tempête (The Tempest) de Jack Bender : Sophie Dupree
- 1999 : CSS Hunley, le premier sous-marin (The Hunley) de John Gray : jeune femme
- 1999 : Le Prix d'un cœur brisé (The Price of a Broken Heart) de Paul Shapiro : Katie
- 2002 : The Locket de Karen Arthur : Aunt May
- 2004 : La Maison des trahisons (The Madam's Family: The Truth About the Canal Street Brothel) de Ron Lagomarsino : Leigh
- 2005 : En détresse (Odd Girl Out) de Tom McLoughlin : Denise Larson
- 2005 : Passions sous la neige (Snow Wonder) de Peter Werner : Jane
- 2006 : Le Bal de fin d'année (For One Night) de Ernest R. Dickerson : Ginny Stephens
- 2007 : Conséquences (Girl, Positive) de Peter Werner : Karen Sandler
- 2008 : Fab Five : Le scandale des pom pom girls (Fab Five: The Texas Cheerleader Scandal) de Tom McLoughlin : Patricia Blackburn
- 2008 : Un combat pour la vie (Living Proof) de Dan Ireland : Bindy Hawn
- 2009 : Mariage en blanc (My Fake Fiancé) de Gil Junger : Val
- 2009 : Solving Charlie de Gregory Hoblit : Rose
- 2010 : 20 ans d'injustice (The Wronged Man) de Tom McLoughlin : Tina
- 2010 : Tough Trade de Gavin Hood : Lucy
- 2011 : La Reine du bal (Teen Spirit) de Gil Junger : Vesper Summers
- 2011 : Lolita malgré moi 2 ( Mean girls 2) de Melanie Mayron : Ilene Hanover
- 2011 : Hail Mary de Brad Silberling : Principal Gertrude Teague
- 2011 : Level Up de Peter Lauer : Barbara
- 2014 : Army Wives: A Final Salute
- 2016 : Les Obstacles de la vie (A Sunday Horse) : Lois
- 2019 : Un baiser pour Noël (A Christmas Wish) de Emily Moss Wilson : Joyce

### Cinéma

#### Courts métrages
- 2004 : The Lost Cause : Deena
- 2005 : Black Oasis : Mom
- 2013 : Ethan and Eli : Rhonda

#### Longs métrages
- 1992 : Love Field de Jonathan Kaplan : Jacqueline Kennedy
- 1993 : The Program de David S. Ward : Reporter #3
- 1994 : Cobb de Ron Shelton : Amanda Chitwood Cobb
- 1995 : Amour et Mensonges (Something to Talk About) de Lasse Hallström : Edna
- 1997 : Minuit dans le jardin du bien et du mal (Midnight in the Garden of Good and Evil) de Card Club Woman : femme dans le club #2
- 1999 : Carrie 2 (The Rage: Carrie 2) de Katt Shea : vendeuse
- 1999 : 50 degrés Fahrenheit  (Chill Factor) de Hugh Johnson : femme enceinte
- 1999 : 72 heures pour mourir (Doomsday Man) de William R. Greenblatt : Mme Gloria Prentiss
- 2000 : A Good Baby de Katherine Dieckmann : mère dans la cabane
- 2000 : Songcatcher de Maggie Greenwald : Clementine McFarland
- 2000 : Road Trip de Todd Phillips : mère dans le groupe de visiteur
- 2001 : Rustin de Rick Johnson : Lyla Griggs
- 2002 : Run Ronnie Run (en) de Troy Miller : présentatrice télé
- 2002 : New Best Friend de Zoe Clarke-Williams : Attending Nurse
- 2003 : A Touch of Fate de Rebecca Cook (sous le nom de Rebecca Bagley Cook) : Chippy Trick
- 2003 : Le Maître du jeu (Runaway Jury) de Gary Fleder : Rikki Coleman
- 2004 : Aucun témoin de Michael Valverde : Fiona Haskell
- 2004 : Bobby Jones, naissance d'une légende (Bobby Jones: Stroke of Genius) de Rowdy Herrington : femme touchée à la jambe (non créditée)
- 2005 : Our Very Own de Cameron Watson : Fanny
- 2005 : Walk the Line de James Mangold : directrice du magasin
- 2005 : Dreamer (Dreamer: Inspired by a True Story) de John Gatins : parent d'élève
- 2005 : Les Secrets de l'invisible (The Unseen) de Danny Steinmann : Loretta
- 2005 : The Gospel de Rob Hardy (en) : Lawyer #1
- 2006 : Secret of the Cave de Zach C. Gray : mère de Roy
- 2006 : Big Mamma 2 (Big Momma's House 2) de John Whitesell : Mme Gallagher
- 2006 : Broken Bridges de Steven Goldmann : Ida Mae Chalmers
- 2006 : We Are Marshall de McG : Mme Shaw
- 2008 : One Missed Call (Mort en ligne ) de Éric Valette : Marie Layton
- 2008 : American Summer de James B. Rogers : Nancy Sperling
- 2008 : The Loss of a Teardrop Diamond de Jodie Markell (en) : Secrétaire
- 2009 : L'An 1 : Des débuts difficiles (Year One) de Harold Ramis : Ève, femme d'Adam
- 2009 : The Blind Side de John Lee Hancock : Beth
- 2009 : Road Trip: Beer Pong de Steve Rash : mère dans le groupe de visiteur
- 2009 : Blood Done Sign My Name de Jeb Stuart : Isabel Taylor
- 2010 : La Dernière Chanson (The Last Song) de Julie Anne Robinson : Docteur
- 2010 : Father of Invention de Trent Cooper : Penny Camp
- 2011 : The Pool Boys de J.B. Rogers (sous le nom de James B. Rogers) : Nancy
- 2012 : La Drôle de vie de Timothy Green (The Odd Life of Timothy Green) de Peter Hedges : docteur Lesley Hunt
- 2012 : Flight de Robert Zemeckis : Amanda Anderson
- 2012 : Le Choc des générations (Parental Guidance) d'Andy Fickman : Dr Schveer
- 2012 : Ce qui vous attend si vous attendez un enfant (What to Expect When You're Expecting) de Kirk Jones : organisateur de la convention
- 2012 : Hunger Games de Gary Ross : Registration Woman
- 2013 : 42 de Brian Helgeland : Miss Bishop
- 2013 : Plus One de Dennis Iliadis (en) : Mme Howard (non créditée)
- 2013 : Congratulations! de Mike Brune : Mme Gray
- 2013 : Solace d'Afonso Poyart : Kathryn
- 2014 : Love Covers All de Kyle Prohaska : Judy
- 2014 : Secret d'État (film, 2014) (Kill the Messenger) de Michael Cuesta : présentatrice de journal télévisé
- 2014 : Sabbatical de Brandon Colvin : Sarah Walsh
- 2014 : Moms' Night Out de Andrew Erwin et Jon Erwin : Glenda
- 2016 : Les Cerveaux (Masterminds) de Jared Hess : l'agent immobilier
- 2016 : The Yellow Birds de Alexandre Moors : Sheryl
- 2017 : Les Figures de l'ombre (Hidden Figures) de Theodore Melfi : la documentaliste
- 2018 : Forever My Girl : Madame Grant
- 2019 : The Best of Enemies : Whitney
- 2019 : La Voie de la justice (Just Mercy) : la juge Pamela Bachab
- 2020 : The Banker de George Nolfi : Madame Barker

### Jeux vidéo
- 1997 : Temüjin: A Supernatural Adventure : Laurie Wood, conservateur en chef